# Indotyphlops braminus
Indotyphlops braminus es una especie de serpiente que pertenece a la familia Typhlopidae. Aunque es originario de África y Asia, fue introducido en América y Australia. Es una pequeña serpiente ciega y fosorial, que a menudo se confunde con lombrices. Es la única especie de serpiente unisexual conocida hasta el momento, se reproduce por partenogénesis. No tiene subspecies reconocidas.